# 13001 Woodney
13001 Woodney este o planetă minoră (asteroid) din centura de asteroizi. A fost descoperită pe 2 noiembrie 1981 la Stația Anderson Mesa de Brian A. Skiff⁠(d). 
Obiectul prezintă o orbită caracterizată de o semiaxă mare de 2,3271463 UAi, o excentricitate de 0,156077, o înclinație de 3,76134 ° în raport cu ecliptica.